# Definición de planeta
Véase también: Redefinición de planeta de 2006

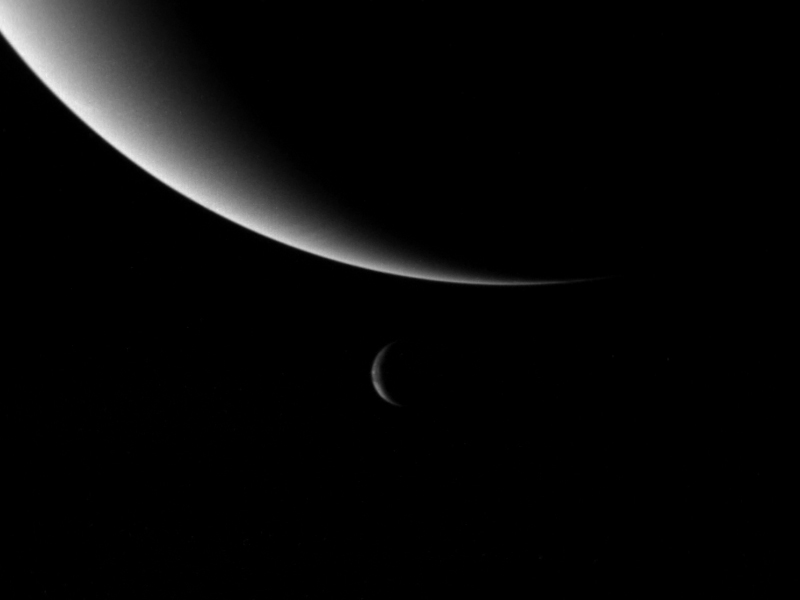
El planeta Neptuno y su luna Tritón, fotografiados por la Voyager 2 al entrar en el sistema solar exterior.

La definición de planeta ha resultado ser escurridiza a pesar de ser uno de los términos más conocidos de la astronomía.
El término planeta existe desde hace miles de años, no solo en ciencia sino como parte de una cultura más amplia, aplicado en su larga historia a todo tipo de cosas, desde la videncia al ecologismo. Que el sistema solar consta del Sol y ocho planetas es algo muy conocido y repetido.  Según fuentes enciclopédicas en general, un planeta es un astro que no emite luz propia como las estrellas y tiene masa para que su gravedad supere las fuerzas del cuerpo rígido, de manera que asuma en equilibrio orbital e hidrostático una forma prácticamente esférica.[cita requerida]
Hasta principios de la década de 1990 había poca necesidad de una definición, ya que los astrónomos solo tenían una muestra pequeña del sistema solar con la que trabajar, y esta era lo bastante pequeña para que sus muchas irregularidades se pudieran abordar individualmente.
Sin embargo, desde 1992 y el descubrimiento de una miríada de objetos pequeños más allá de la órbita de Neptuno, el tamaño de la muestra ha crecido de nueve a, por lo menos, varias docenas. Tras el descubrimiento del primer planeta extrasolar en 1995, el número de muestras se aproxima ya a varios centenares. Estos descubrimientos no solo han aumentado el número de planetas potenciales, sino que su variedad y peculiaridades (algunos tan grandes como para ser estrellas, otros más pequeños que nuestra Luna) han desafiado la vieja noción de qué es un planeta.
El problema de una definición clara de planeta llegó a un punto crítico en 2005 con el descubrimiento del objeto transneptuniano Eris (2003 UB313), un cuerpo mayor que el más pequeño de los planetas aceptados hasta entonces, Plutón.
La Unión Astronómica Internacional (UAI), el organismo responsable de resolver los asuntos de la nomenclatura astronómica, finalmente anunció su decisión final sobre este tema el 24 de agosto de 2006, aceptando por unanimidad la propuesta elaborada y promovida por los astrónomos uruguayos Julio Ángel Fernández y Gonzalo Tancredi.

## Historia y etimología

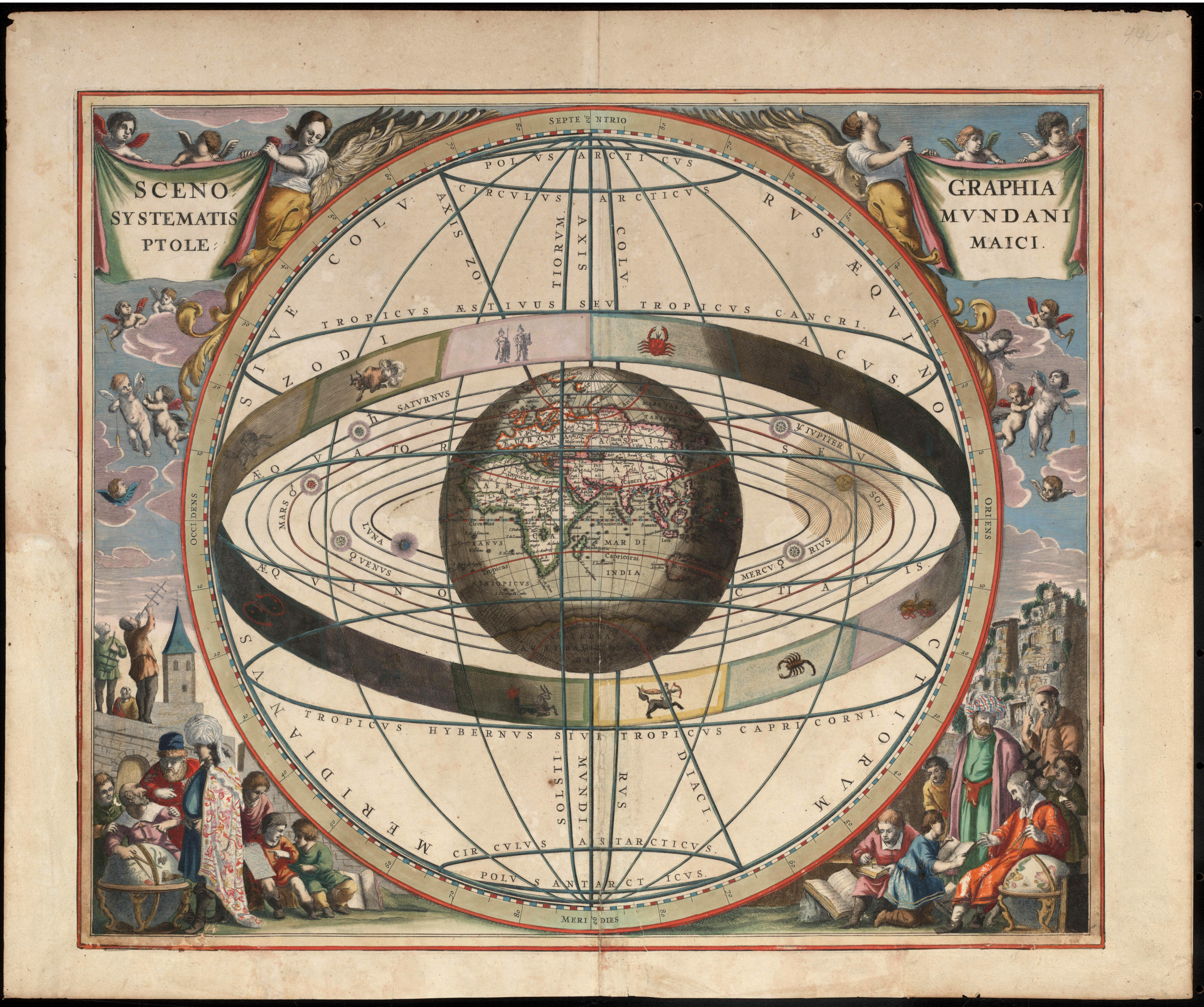
Los planetas tal y como los entendían antes de la aceptación del modelo heliocéntrico

Hasta la propuesta oficial de la UAI (24 de agosto de 2006), nunca había habido una definición precisa y única de la palabra (etimológicamente la palabra griega πλανητής significa errante) sobre el fondo de estrellas fijas que conformaban el cielo nocturno. Esto incluía no solo a los cinco planetas "clásicos", esto es, Mercurio, Venus, Marte, Júpiter y Saturno, sino también al Sol y la Luna (los "siete objetos celestiales"). Sin embargo, ocasionalmente se hacía una distinción en la terminología; se hacía referencia a los "cinco planetas" (excluyendo al Sol y la Luna) y también a los "siete planetas" (incluyendo al Sol y la Luna), de manera que el término "planeta", ya en sus comienzos, había adquirido ambigüedad.
Finalmente, cuando se aceptó el modelo heliocéntrico en detrimento del geocéntrico, la Tierra se sumó a la lista y el Sol salió de ella, y cuando Galileo descubrió los cuatro satélites de Júpiter, la Luna también fue reclasificada. Sin embargo, los satélites galileanos de Júpiter (en 1610), el satélite de Saturno Titán en 1659, y Jápeto y Rea en 1673, fueron descritos inicialmente como "planetas", no "lunas"; en esa época, la palabra "luna" solo se refería a la Luna de la Tierra.
En 1781, el astrónomo William Herschel, buscando estrellas binarias en el cielo, encontró un objeto en la constelación de Tauro que designó como cometa. Que su extraño objeto pudiera ser un planeta simplemente no se le pasó por la cabeza; los cinco planetas más allá de la Tierra habían sido parte de la concepción del universo que tenía la humanidad desde la antigüedad. Sin embargo, a diferencia de los cometas, la órbita de su objeto era casi circular y dentro del plano de la eclíptica. Finalmente fue reconocido como el séptimo planeta y se le puso el nombre de Urano en honor al dios homónimo.
Las irregularidades inducidas por gravedad que se observaron en la órbita de Urano llevaron al descubrimiento de Neptuno en 1846, y las irregularidades percibidas en la órbita de Neptuno animaron la búsqueda que finalmente llevó al descubrimiento de Plutón en 1930. Más tarde se descubrió que Plutón era demasiado pequeño para producir esas irregularidades. La Voyager 2 determinó que eran debidas a una sobreestimación de la masa de Neptuno.
En la actualidad, los viejos criterios de órbita casi circular, masa que perturba órbitas y estar dentro de la eclíptica han quedado obsoletos con Plutón, que no cumple ninguno de ellos. Por tanto, los astrónomos buscan otros criterios para conseguir una definición precisa. Aunque hay mucho desacuerdo entre las definiciones actuales de planeta, la mayoría se centran en tres criterios generales: que debe orbitar una estrella, tener un cierto tamaño mínimo (normalmente lo bastante para que la gravedad lo haga esférico) y sin embargo no tan grande que produzca fusión nuclear. Todos estos criterios han sido desafiados por varios descubrimientos, detallados a lo largo de este artículo.

## Planetas menores
El término "planeta menor" o "planetoide" se ha usado a menudo para describir aquellos objetos que, aunque orbitan alrededor del Sol, no cumplen ciertos criterios comunes a los planetas "principales". Qué criterios son esos, o incluso si deben existir tales criterios, está sujeto a cierto debate. El principal es haber limpiado su órbita de planetesimales, o lo que es lo mismo, tener dominancia orbital.

### Órbita compartida
Un posible criterio para distinguir entre un planeta principal y un planeta menor sería el de si su órbita es única o compartida con otros objetos de tamaño similar. El descubrimiento de Urano por Herschel parecía validar la ley de Bode, una función matemática que genera el tamaño del semieje mayor de las órbitas planetarias. Los astrónomos consideraban la ley como una coincidencia insignificante, pero Urano caía muy cerca de la distancia exacta que predecía. Como la ley de Bode también predecía la existencia de un cuerpo entre Marte y Júpiter que por aquel entonces no se había observado, los astrónomos prestaron atención a esa región con la esperanza de que pudiera cumplirse de nuevo. Finalmente, en 1801, Ceres, un objeto tan pequeño que casi era invisible para los telescopios de la época, fue hallado justo en el lugar correcto del espacio. El objeto fue declarado como planeta.
Luego, en 1802, Heinrich Olbers descubrió Palas, un segundo "planeta" más o menos a la misma distancia del Sol que Ceres. La idea de que dos planetas pudieran ocupar la misma órbita fue una afrenta a un milenio de pensamiento. Unos años después se descubrió otro mundo en una órbita similar, Juno. A partir de entonces los descubrimientos se aceleraron.
William Herschel sugirió que se les diera una clasificación separada a estos objetos, asteroides, que significa "parecido a una estrella", ya que eran demasiado pequeños para que se pudieran resolver sus discos y por tanto parecían estrellas, aunque la mayoría de los astrónomos prefería llamarlos planetas. Los libros de texto científicos de 1828, después de la muerte de Herschel, todavía contaban a los asteroides entre los planetas. En 1851, el número de asteroides había subido hasta 15, y se adoptó un nuevo método para clasificarlos, añadiendo un número antes de sus nombres, colocándolos inadvertidamente en una categoría distinta. En la década de 1860, los observatorios de Europa y Estados Unidos empezaron a llamarlos "planetas menores", o "planetas pequeños", aunque tuvo que pasar más tiempo para que los primeros cuatro asteroides se agruparan como tales.

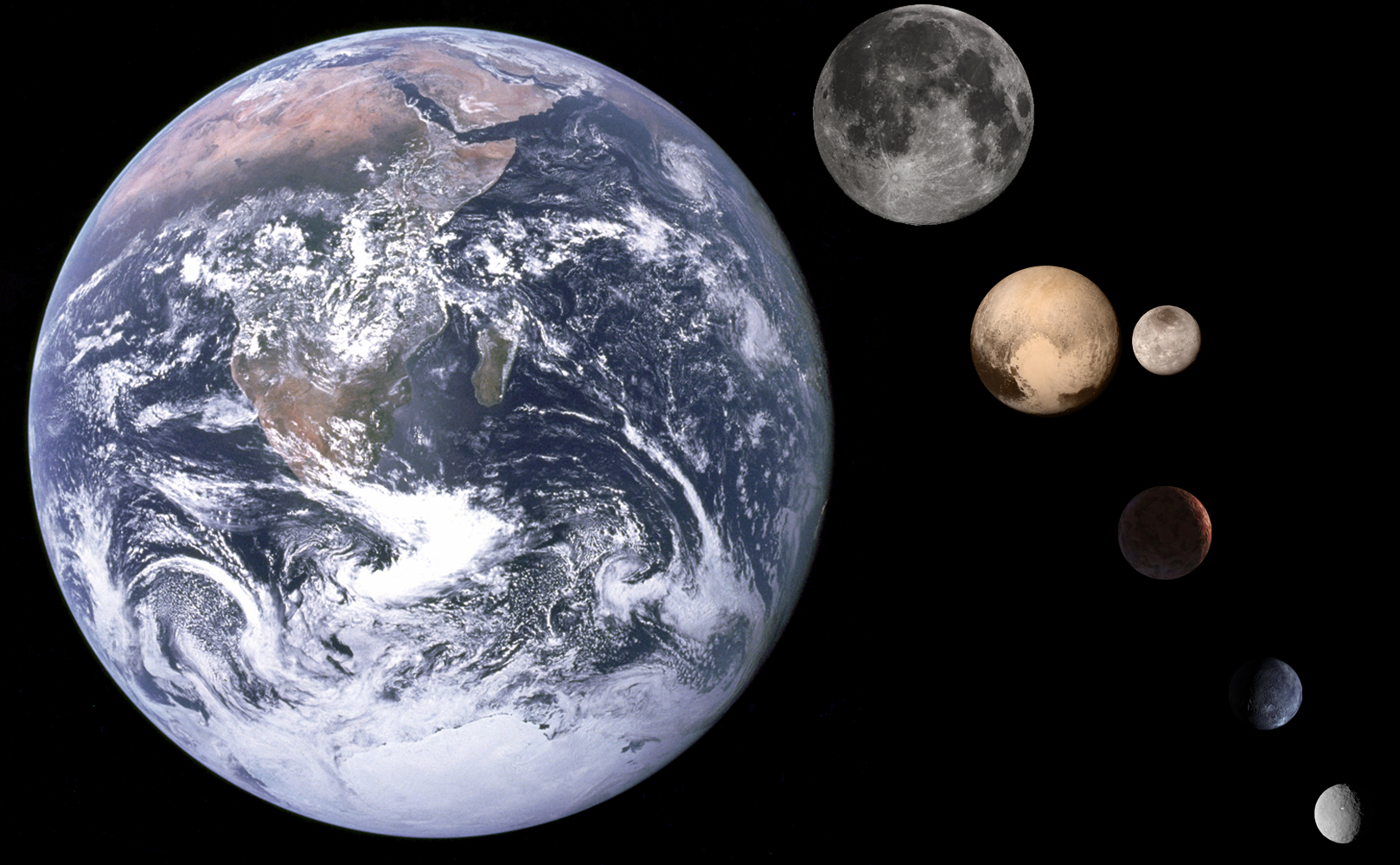
Los tamaños relativos de la Tierra (a la izquierda) y (de arriba abajo) la Luna, Plutón, y su mayor luna Caronte, Sedna, Quaoar y Ceres a la derecha.

El largo camino seguido por Ceres desde la consideración de planeta a la pérdida de tal está reflejado en la historia de Plutón, que fue designado como planeta poco después de su descubrimiento en 1930. Plutón era una anomalía: un mundo pequeño y helado en una región de gigantes gaseosos con una órbita que lo eleva muy por encima del plano de la eclíptica e incluso lo introduce dentro de la de Neptuno. Sin embargo, era único, que se supiera. Luego, a principios de 1992, los astrónomos empezaron a detectar un gran número de cuerpos helados más allá de la órbita de Neptuno que eran similares a Plutón en tamaño y composición. Concluyeron que habían descubierto el hipotético cinturón de Kuiper (a veces llamado cinturón de Edgeworth-Kuiper), una franja de cuerpos helados que es la fuente de los cometas de "periodo corto"—como el Halley, con periodos orbitales de hasta 200 años.
La órbita de Plutón se encuentra en medio de esta franja y, por tanto, su estatus planetario se puso en cuestión. El precedente sentado por Ceres de degradar a un objeto de su estatus de planeta por su órbita compartida ha llevado a muchos a concluir que Plutón también debe ser reclasificado como planeta menor. Mike Brown, del Caltech, ha sugerido que debería redefinirse "planeta" como "cualquier cuerpo del sistema solar que tenga más masa que la masa total de todos los demás cuerpos que tengan una órbita similar". Los ocho planetas por encima de ese límite serían los "planetas mayores". Ha habido bastante clamor ante la perspectiva de una "degradación" de Plutón, y en 1999 la Unión Astronómica Internacional votó oficialmente para mantener la clasificación de planeta para Plutón.
El descubrimiento de varios objetos que se aproximan al tamaño de Plutón, como (50000) Quaoar y (90377) Sedna, siguieron minando los argumentos a favor de que Plutón era excepcional en comparación con el resto de la población transneptuniana. El 28 de julio de 2005, Mike Brown y su equipo anunciaron el descubrimiento de un objeto que se confirmó como mayor que Plutón, designado inicialmente como 2003 UB313 (y desde el 13 de septiembre de 2006 con nombre definitivo: Eris), aunque sus descubridores (y mucha gente de los medios de comunicación) lo llamaron inmediatamente el décimo planeta. En la segunda mitad de octubre de 2003 se le dio la designación provisional 2003 UB313, colocándolo como el objeto número 7827 en la lista oficial de planetas menores. Tras la decisión de la UAI en agosto de 2006, pasó a ser el planeta menor más grande conocido del sistema solar, por delante de Plutón.
Sin embargo, el criterio de órbita compartida no carece de ambigüedad; no define un planeta por su composición o formación, sino por su posición. Por tanto, con esta definición, un cuerpo del tamaño de Plutón o más pequeño que orbite en solitario se llamaría planeta, mientras que objetos más grandes que estuvieran próximos entre sí se denominarían "planetas menores".

### Esfericidad

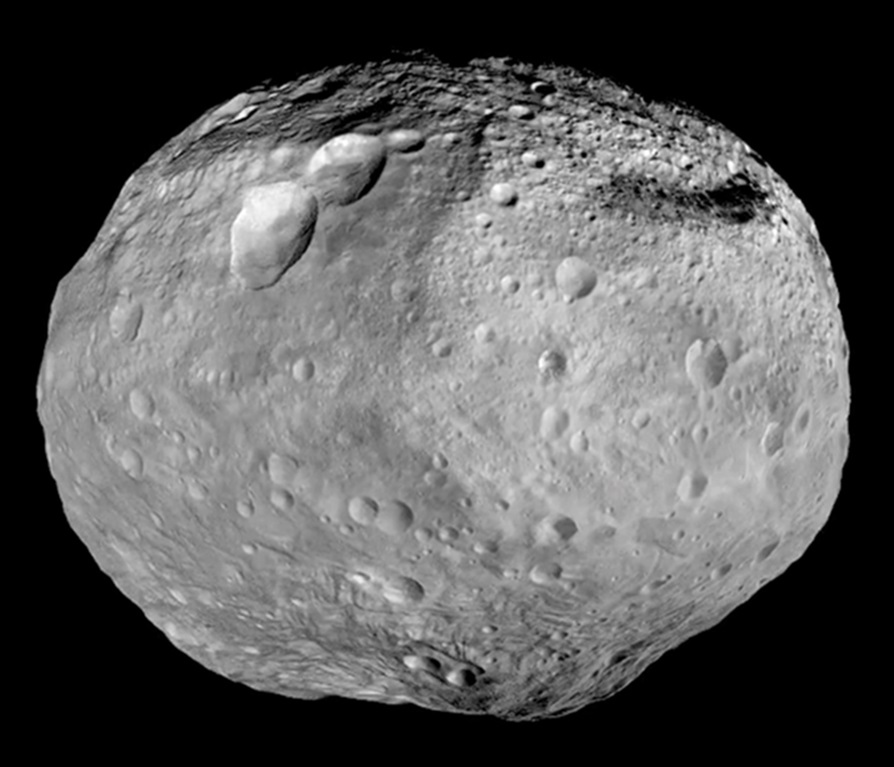
El asteroide (4) Vesta es técnicamente un esferoide

Varios astrónomos, como Alan Stern, sostienen que el tamaño, y no una órbita única, es el criterio adecuado para definir a un planeta menor.[cita requerida] El tamaño de los objetos que orbitan alrededor del Sol varía desde partículas de polvo a Júpiter, por lo que obviamente sería necesario un límite inferior. El límite potencial más debatido es cuando un objeto se hace esférico por su propia gravedad. Muchos astrónomos favorecen esta definición, porque permitiría a Plutón conservar su estatus de planeta. Una definición como esta le daría la vuelta a las nociones convencionales sobre nuestro sistema solar, ahora se sabe que Ceres, antes un mero punto de luz, es esférico, y por tanto, con esta definición, recuperaría su estatus de planeta.
Sin embargo, decidir qué objetos del sistema solar son esféricos o esferoides es más complicado de lo que parece. En términos matemáticos, un elipsoide consiste en una elipse que gira alrededor de un eje. Por tanto tiene dos ejes con la misma longitud y el otro, en torno al cual gira, más corto; parecen esferas achatadas en la dirección al eje de rotación. Una sección sobre un eje producirá una circunferencia, mientras que una sección sobre los otros dos ejes producirá una elipse.
Elipsoide es un término general que incluye a las esferas y los esferoides, pero aquí se usa en el sentido de elipsoide escaleno, un cuerpo cuyos tres ejes tienen longitudes distintas. Todas las secciones de un elipsoide escaleno producen una elipse.
Sin embargo, todos los puntos de la superficie de un elipsoide están unidos por curvas suaves (las que forman las secciones elípticas o circulares). Para un cuerpo topográficamente irregular esto solo sirve de aproximación; sin embargo, teniendo en cuenta esa irregularidad, existe un gran contraste entre cuerpos como Encélado, que es esencialmente elipsoidal, y cuerpos irregulares como Proteo, una luna de Neptuno, cuyas protuberancias no muestran una curvatura suave.

Si se usa esta base matemática para definir un esferoide, el límite entre los objetos esferoidales e irregulares se deshace claramente, como ilustra esta tabla:
| Objeto           | Dimensiones (km)    | Masa (1019 kg) | Densidad (g/cm³)* | Forma     |
| ---------------- | ------------------- | -------------- | ----------------- | --------- |
| Haumea           | ~1960 × 1520 × 1000 | 420±10         | 2.6–3.3           | Elipsoide |
| Ceres            | 975 × 909           | 95             | 2.08              | Esferoide |
| (4) Vesta        | 578 × 560 × 478     | 27             | 3.4               | Esferoide |
| (2) Palas        | 570 × 525 × 500     | 22             | 2.8               | Irregular |
| Encélado         | 505                 | 10.8           | 1.61              | Esferoide |
| (10) Higia       | 500 × 385 × 350     | 10             | 2.76              | Irregular |
| Miranda          | 471.6               | 6.59           | 1.20              | Esferoide |
| Proteo           | 436 × 416 × 402     | 5.0            | 1.3               | Irregular |
| Mimas            | 397.2               | 3.84           | 1.17              | Esferoide |
| (511) Davida     | 326.1               | 3.6            | 2.0               | Irregular |
| (704) Interamnia | 316.6               | 3.3            | 2.0?              | Irregular |
| Nereida          | 340                 | 3.1            | ?                 | Irregular |
| (3) Juno         | 290 × 240 × 190     | 3.0            | 3.4               | Irregular |

*La densidad de un objeto es un indicador basto de su composición: cuanto menor es la densidad, mayor es la cantidad de hielo y menor la cantidad de roca. Los más densos de estos objetos, Vesta y Juno, están compuestos casi enteramente de roca con muy poco hielo, y tienen una densidad parecida a la de la Luna, mientras que los menos densos, como Proteo y Encelado, están compuestos principalmente de hielo.

Es evidente que no existe un límite de masa o tamaño que divida a los objetos del sistema solar que podrían considerarse "esferoides" y los que son irregulares. Los objetos irregulares Palas, Higia y Proteo son más grandes que otros objetos considerados regulares, como Miranda y Mimas. Además, como demuestran las dimensiones listadas en la tabla, el término "esferoide" es, en cualquier caso, bastante impreciso. Vesta, por la formulación de arriba, es un esferoide, pero no es una esfera bajo ninguna de las definiciones utilizadas comúnmente (ver imagen).
Sin embargo, aunque limitemos nuestra muestra para aproximarnos a esferas, la gravedad por sí sola no es el único determinante de la forma. Los objetos compuestos de hielo, como Encélado y Miranda, adquieren una forma esférica con mayor facilidad que los que están compuestos de roca, como Vesta y Palas. La energía calorífica debida al colapso gravitacional, las fuerzas de marea o la descomposición radiactiva también es un factor que decide si un objeto será esférico o no; la helada luna de Saturno Mimas es esférica, pero la luna de Neptuno Proteo no lo es, a pesar de que es más grande y su composición es similar, pero es más fría porque está más alejada del Sol.
Véase también que Ceres es esférico, pero el objeto Haumea del cinturón de Kuiper, que es varias veces más masivo y el mayor objeto no esférico del sistema solar, ha quedado alargado en forma de elipsoide por su mayor velocidad de rotación. Júpiter y Saturno también se muestran muy achatados por su rápida rotación. Mimas, Encélado y Miranda han quedado estirados en esferoides alargados por las fuerzas de marea.
Otros astrónomos han sugerido que, para superar esta incertidumbre, debería fijarse arbitrariamente el diámetro límite para la condición de planeta en el de Plutón, preservando así los nueve planetas tradicionales y permitiendo la posibilidad de futuras adiciones, mientras que otros han sugerido que debería fijarse en 1000 km, lo que añadiría a la lista de planetas a tres KBOs más pequeños que Plutón.

## Planetas dobles

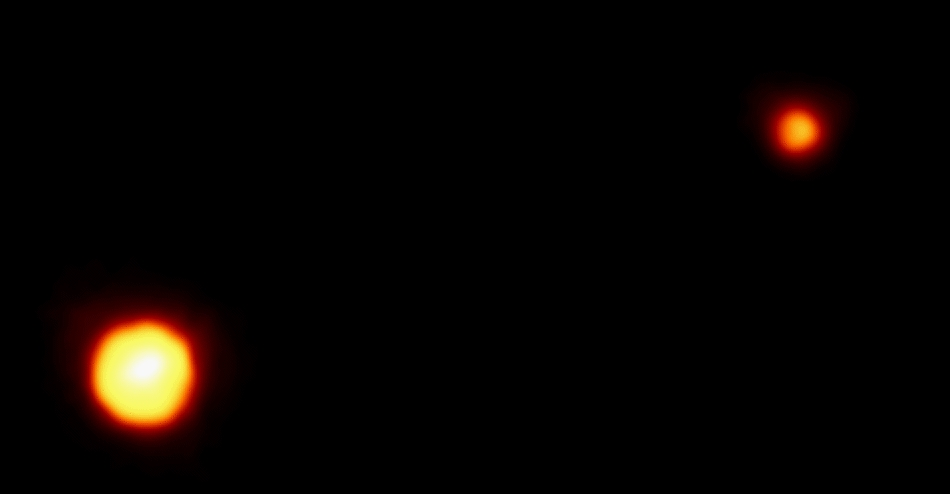
Una imagen de telescopio de Plutón y Caronte.

Plutón y su mayor satélite, Caronte, son característicos porque su baricentro (el punto alrededor del que ambos giran) está situado fuera del volumen de ambos cuerpos. Esto significa que, en lugar de que Caronte esté girando alrededor de Plutón, ambos están orbitando alrededor del centro de masas. Por tanto, es común entre los astrónomos referirse a Plutón/Caronte como un planeta doble: dos objetos que orbitan alrededor del Sol en tándem.
Incluso nuestra propia Luna podría considerarse como miembro de un planeta doble. Aunque orbita alrededor de la Tierra, mirando la eclíptica desde arriba, la Luna nunca hace bucles, y en esencia orbita alrededor del Sol por propio derecho. El problema es que el centro de masas del sistema Tierra/Luna queda dentro de la propia Tierra. De no ser así, la Luna tendría el mismo derecho que Caronte a ser declarado planeta.

Un diagrama que ilustra la coórbita de la Luna con la Tierra.

## Satélites con características planetarias
Además, muchas lunas presentan a menudo características en común con los verdaderos planetas, aunque no orbiten directamente al Sol. La luna de Júpiter Ganímedes y la luna de Saturno Titán son más grandes en diámetro (aunque no en masa) que Mercurio, y Titán tiene incluso una atmósfera significativa, más gruesa que la de la Tierra. Lunas como Io y Tritón demuestran actividad geológica evidente, y Ganímedes tiene un campo magnético.
Se puede argumentar que, al igual que a las estrellas que orbitan alrededor de otras estrellas se les llama estrellas, los objetos que orbitan alrededor de planetas y comparten todas sus características también deberían llamarse planetas.

## Planetas extrasolares
La frontera entre "estrella" y "planeta" se ha difuminado considerablemente desde 1995, con el descubrimiento hasta la fecha de más de 460 planetas extrasolares: objetos del tamaño de un planeta en órbita alrededor de una estrella. Muchos de estos planetas son de tamaño considerable y se aproximan a la masa de estrellas pequeñas, mientras que a su vez muchas estrellas descubiertas recientemente son lo bastante pequeñas para ser consideradas como planetas.

### Enanas marrones y blancas

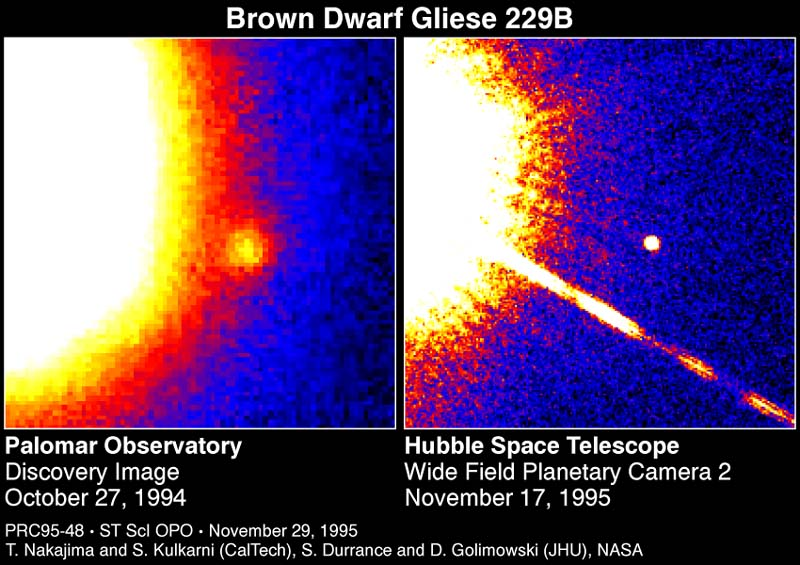
La enana marrón Gliese 229B, en órbita alrededor de su estrella

Tradicionalmente, la característica diferenciadora de una estrella ha sido la capacidad del objeto de fusionar hidrógeno en su núcleo. Sin embargo, estrellas como las enanas marrones siempre han desafiado esa distinción. Aunque son muy pequeñas para iniciar una fusión sostenida del hidrógeno, se les concede estatus de estrella por su capacidad para fusionar deuterio. Sin embargo, debido a la relativa escasez de ese isótopo, este proceso dura solo una pequeña parte de la vida de la estrella, y por tanto la mayoría de las enanas marrones habrán terminado la fusión mucho antes de ser descubiertas. Son comunes las estrellas binarias y otras formaciones con varias estrellas, y muchas enanas marrones orbitan a otras estrellas. Por tanto, como no estarían produciendo energía mediante fusión, podrían describirse como planetas. De hecho, el astrónomo Adam Burrows de la Universidad de Arizona afirma que "desde la perspectiva teórica, por muy distinta que sea la manera de formarse, los planetas gigantes extrasolares y las enanas marrones son esencialmente lo mismo". De la misma manera, una enana blanca en órbita como Sirio B, como ha dejado de fusionar, podría ser considerada como planeta. Sin embargo, la convención actual entre los astrónomos es que cualquier objeto lo bastante masivo como para que haya tenido la capacidad de fusionar durante su vida debe considerarse como una estrella.

### Planetas errantes
La confusión no termina con las enanas marrones. Zapatero Osorio et al. han descubierto en cúmulos estelares jóvenes muchos objetos con masas por debajo de la requerida para fusión de cualquier tipo (calculada en unas 12 masas de Júpiter). Han sido descritos como "planetas flotantes libres" porque las teorías actuales sobre la formación de sistemas solares sugieren que los planetas pueden salir eyectados en conjunto del sistema solar si sus órbitas se hacen inestables. Otro nombre, más genérico, es el de "objetos aislados de masa planetaria". Se puede argumentar pues que el criterio original de que un planeta debe orbitar a una estrella debería enmendarse indicando que debe haberse originado en órbita alrededor de una estrella.

### Subestrellas

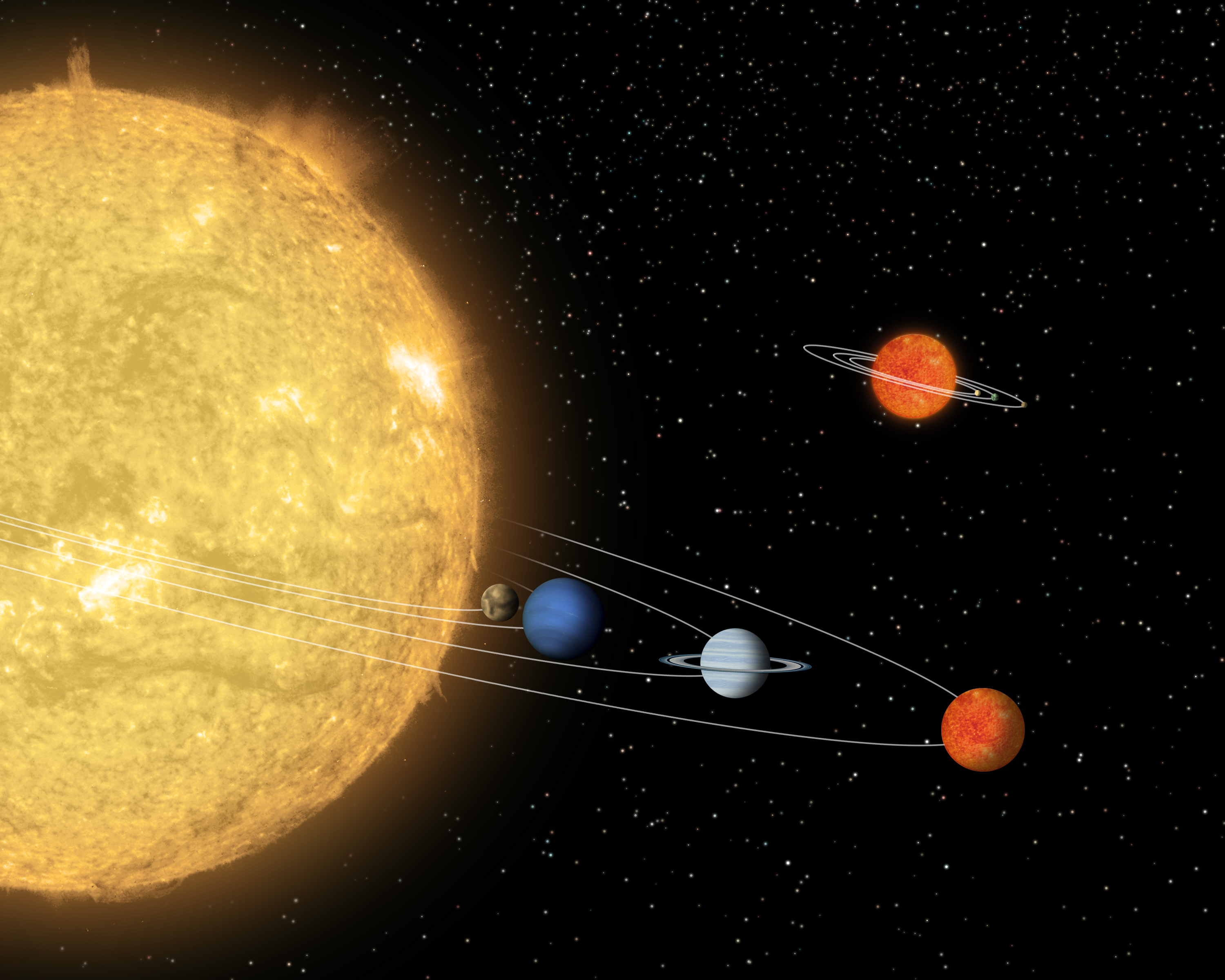
La solitaria sub enana marrón Cha 110913-773444 (arriba a la derecha), la enana marrón más pequeña que se ha descubierto, comparada a escala con un sistema estelar más típico, 55 Cancri (izquierda).

Sin embargo, también es posible que estos "planetas flotantes libres" u "objetos aislados de masa planetaria" se formen de la misma manera que las estrellas; por eso sus descubridores también los llaman "enanas grises" o sub enanas marrones.  La diferencia sustancial entre una estrella de poca masa y un gigante gaseoso no está clara; aparte del tamaño y la temperatura relativa, hay poco más que separe a un gigante gaseoso como Júpiter de su estrella madre. Ambos tienen la misma composición: hidrógeno y helio, con trazas de elementos más pesados en sus atmósferas. La diferencia aceptada generalmente está en la formación; se dice que las estrellas se forman "desde arriba"; a partir de los gases de una nebulosa por colapso gravitacional, y por tanto estarían compuestas casi enteramente de hidrógeno y helio, mientras que los planetas se dice que se forman "desde abajo"; por la acreción del polvo y el gas en órbita alrededor de la joven estrella, y por tanto deberían tener núcleos de silicatos o hielos. Actualmente no está claro si los gigantes gaseosos tienen núcleos así. Si efectivamente es posible que un gigante gaseoso se forme igual que una estrella, surge la cuestión de si un objeto así, incluso uno tan familiar como Júpiter o Saturno, debería ser considerado como una estrella de poca masa en órbita en lugar de como un planeta.
La UAI publicó en 2001 un comunicado oficial para definir lo que constituye un planeta extrasolar y lo que constituye una estrella en órbita:

1. Los objetos con masa real por debajo de la masa límite para la fusión termonuclear del deuterio (calculada actualmente en 13 masas de júpiter para los objetos de metalicidad solar) que orbiten alrededeor de estrellas o restos estelares son "planetas" (no importa cómo se hayan formado). La masa/tamaño mínima requerida para que un objeto extrasolar sea considerado como planeta debe ser la misma utilizada en nuestro sistema solar.
2. Los objetos subestelares con masa real por encima de la masa límite para la fusión termonuclear del deuterio son "enanas marrones", sin importar cómo se formaron ni dónde se encuentren.
3. Los objetos en flotación libre en cúmulos estelares jóvenes con masa por debajo de la masa límite para la fusión ternomuclear del deuterio no son "planetas", sino "sub enanas marrones" (o el nombre que sea más apropiado).

De la misma manera que al definir un "planeta menor" por su órbita compartida, esta definición crea ambigüedad al hacer que sea la posición, en lugar de la formación o la composición, la característica determinante para la condición de planeta. Un objeto en flotación libre con una masa por debajo de 13 masas de Júpiter es una "sub enana marrón", mientras que un objeto así que orbite alrededor de una estrella con fusión es un planeta, aunque a todos los efectos ambos objetos sean idénticos. Esta ambigüedad quedó en evidencia en diciembre de 2005, cuando el Telescopio espacial Spitzer captó la enana marrón más pequeña que se ha descubierto, con solo ocho veces la masa de Júpiter y junto con lo que parece ser el comienzo de su propio sistema estelar. Si este objeto se hubiera hallado en órbita alrededor de otra estrella, se habría denominado planeta.
La línea se hizo más borrosa todavía el 3 de agosto de 2006, cuando Ray Jayawardhana, de la Universidad de Toronto, y Valentin D. Ivanov, del European Southern Observatory, anunciaron el descubrimiento del sistema Oph 1622, dos objetos planetarios extrasolares muy jóvenes (de unos pocos millones de años) en órbita uno alrededor del otro. Situados en una región de formación de estrellas en la constelación de Ofiuco, los dos objetos tienen aproximadamente 7 y 14 masas jovianas respectivamente. Aunque técnicamente se puede considerar que constituyen un sistema estelar, ya que el objeto mayor supera el umbral de las 13 masas jovianas de las enanas marrones, ha desbaratado las teorías predominantes sobre la formación de planetas. Están tan lejos uno del otro (unas seis veces la distancia de Plutón al Sol) que es improbable que se formaran como parte del mismo sistema, o de que fueran eyectados desde un sistema más grande, ya que un suceso así los habría alejado en espiral uno del otro. Sus descubridores concluyen por tanto que probablemente los objetos se formaron a partir de la misma nube de gas, de manera similar a las estrellas binarias, demostrando así por primera vez que se puede formar un objeto de masa planetaria de la misma manera que lo hace una estrella.

### Los planemos
El profesor de astronomía de la Universidad de Berkeley (California)  Gibor Basri, para ayudar a clarificar la nomenclatura de los cuerpos celestes, propuso  a la UAI el término planemo. Bajo la definición de Basri, un planemo sería un objeto redondeado por su propia gravedad y cuyo núcleo no llega a sufrir la fusión nuclear durante su vida, independientemente de su órbita. De esa manera, un planemo se define por sus características físicas sin límites arbitrarios.
La definición de planeta sería la de un planemo que orbita alrededor de un fusor.

## El debate de la UAI
Para la mayoría de los astrónomos, el problema de qué constituye un planeta lo debía decidir la Unión Astronómica Internacional (UAI). De acuerdo con un informe publicado en la revista Nature, el descubrimiento de Eris (2003 UB313) había forzado la cuestión. 

### Opciones iniciales (2005)
En octubre de 2005, un grupo de 19 miembros de la UAI que ya habían estado trabajando en una definición desde el descubrimiento de  Sedna en 2003, redujeron sus opciones a una lista de tres, permitiendo a cada miembro votar a más de una opción. Estas definiciones eran:

- Un planeta es cualquier objeto en órbita alrededor del Sol con un diámetro mayor de 2000 km. (once votos a favor)

- Un planeta es cualquier objeto en órbita alrededor del Sol cuya forma es estable debido a su propia gravedad (ocho votos a favor)

- Un planeta es cualquier objeto en órbita alrededor del Sol que sea dominante en su vecindad inmediata (seis votos a favor)

La primera sería una definición esencialmente cultural/histórica, reconociendo la identidad histórica de Plutón como planeta al establecer un límite arbitrario inmediatamente por debajo de su diámetro. Bajo esta definición, los únicos planetas conocidos de nuestro sistema solar serían los nueve actuales más Eris (2003 UB313). 
La segunda proporciona una base más científica para el límite, y también evita el límite de "redondez" enturbiado por objetos como 2003 EL61, pero sigue descartando muchos objetos irregulares, como Palas, que son más grandes que muchos objetos regulares. Mediante este criterio, docenas de objetos de nuestro sistema solar serían considerados como planetas. 
La definición final solo dejaría ocho planetas en nuestro sistema solar, relegando a Plutón al estatus de planeta menor. Quizás por esta razón resultó ser la menos popular.
Como no se pudo alcanzar un consenso general, el comité decidió trasladar estas tres definiciones a una votación más amplia, que se debía alcanzar en la Asamblea General de la UAI que se celebraría en Praga en agosto de 2006. La UAI comunicó que publicaría una definición a principios del mes siguiente.

### El borrador de propuesta (2006)

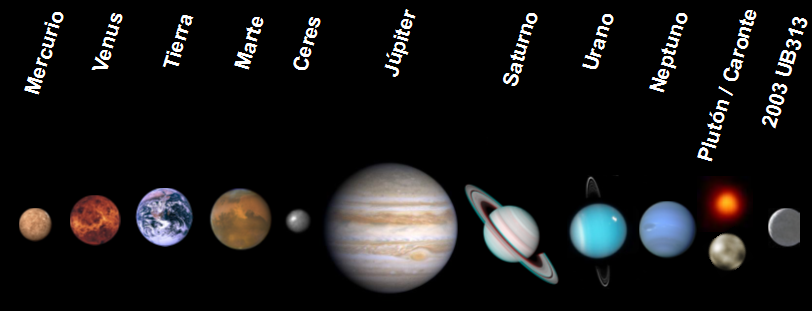
Diagrama que muestra los doce planetas del sistema solar, según el borrador de propuesta, que fue finalmente rechazado.

La UAI publicó su propuesta de definición en agosto de 2006. Aquella propuesta apoyaba en cierta medida la segunda opción considerada por el comité en 2005. Su formulación exacta fue la siguiente:

Un planeta es un cuerpo subestelar que (a) tiene suficiente masa para que su propia gravedad supere las fuerzas de cuerpo rígido de manera que adquiera una forma (prácticamente redonda) en equilibrio hidrostático, y (b) está en órbita alrededor de una estrella, y no es una estrella ni el satélite de un planeta.

La UAI propuso, basándose en esta propuesta, que se incluyeran tres nuevos planetas: Ceres, Caronte y Eris. Probablemente se unirían otros doce más una vez que se acordara que también son esféricos. A pesar de lo que se afirmaba en algunos medios, esta propuesta no limitaba automáticamente el sistema solar a 12 planetas. Mike Brown, el descubridor de Sedna y Eris, afirmó que esta definición podría terminar incluyendo a 53 planetas en nuestro sistema, con cientos o incluso miles aún por descubrir.

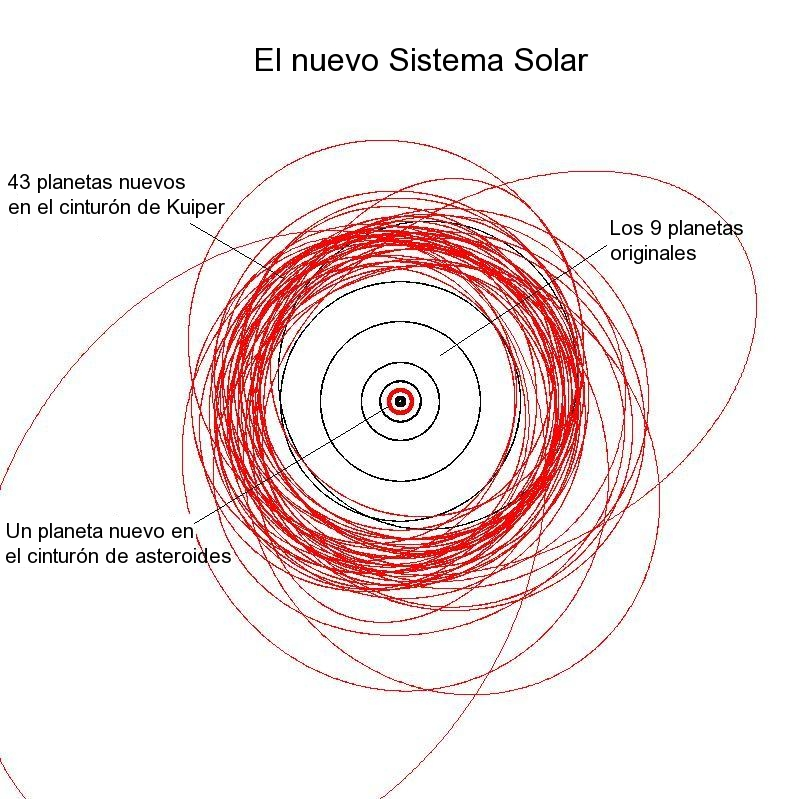
Cómo podría quedar el sistema solar si se le concediera estatus de planeta a todos los planetas potenciales que se están observando en la actualidad, según Mike Brown

Bajo aquella propuesta, Plutón y Caronte se consideraban un planeta doble, aunque la definición (que indicaba que el baricentro del sistema debe estar fuera de ambos cuerpos) era exclusiva de Plutón-Caronte y excluía a otros planetas dobles potenciales, como la Tierra y la Luna. Sin embargo, suponiendo que la Tierra y la Luna sobrevivan al Sol cuando se convierta en una gigante roja, llegará un día en el que la Luna se convertiría en un planeta al alejarse, ya que el baricentro saldrá del volumen de la Tierra. Bajo esta definición también sería posible que un sistema atravesara fases en los que sería un planeta doble y fases en los que sería un planeta y una luna, suponiendo que el satélite sea redondo y tenga una órbita con cierta excentricidad, de manera que ambos objetos se acerquen y alejen lo suficiente.
No obstante, este borrador no fue el finalmente adoptado por la UAI.

### Propuesta oficial (24 de agosto de 2006)

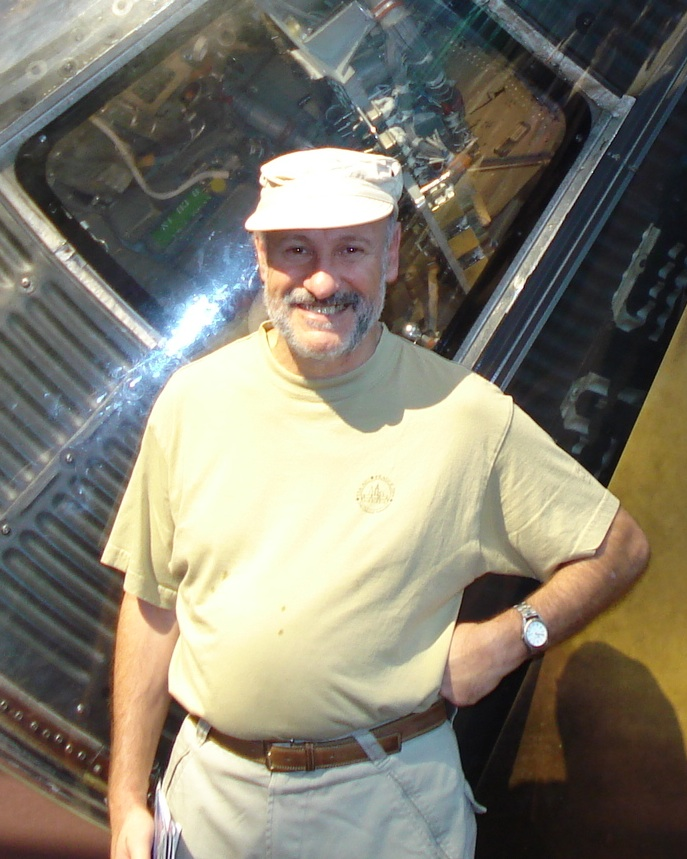
El uruguayo Julio Ángel Fernández fue uno de los astrónomos que redactó la definición actual de planteta.

Finalmente, el 24 de agosto de 2006 se llevó a cabo la votación para decidir la propuesta oficial de la UAI, resultando aprobada por unanimidad la propuesta siguiente, elaborada y promovida por los astrónomos uruguayos Julio Ángel Fernández y Gonzalo Tancredi:

La UAI [...] resuelve que los planetas y otros cuerpos del sistema solar se definan en tres categorías distintas de la siguiente manera:
Un planeta [1] es un cuerpo celeste que (a) está en órbita alrededor del Sol, (b) tiene suficiente masa para que su propia gravedad supere las fuerzas de cuerpo rígido de manera que adquiera un equilibrio hidrostático (forma prácticamente redonda) [2], (c) ha limpiado la vecindad de su órbita
(2) Un planeta enano es un cuerpo celeste que (a) está en órbita alrededor del Sol, (b) tiene suficiente masa para que su propia gravedad supere las fuerzas de cuerpo rígido de manera que adquiera un equilibrio hidrostático (forma casi redonda) [2], (c) no ha limpiado la vecindad de su órbita y (d) no es un satélite.
(3) Todos los otros objetos [3] que orbitan al Sol se deben denominar colectivamente "Cuerpos Pequeños del Sistema Solar".
[1] Los ocho planetas son: Mercurio, Venus, Tierra, Marte, Júpiter, Saturno, Urano y Neptuno.
[2] Se establecerá un proceso de la UAI para asignar a los objetos que estén en los límites en la categoría de planeta enano u otras.

[3] Actualmente esto incluye a la mayoría de los asteroides del sistema solar, la mayoría de los objetos transneptunianos y otros cuerpos pequeños.

El término "planeta menor" fue finalmente abandonado. La UAI ha adoptado el término informal "planeta enano" para describir a los objetos del sistema solar más pequeños que Mercurio. Un "Plutino", que deriva su nombre del planeta Plutón, es un término formal que describe específicamente a todos los planetas helados del cinturón de Kuiper y más allá. Los objetos que están por debajo del umbral de "esfericidad" se denominan "cuerpos menores del sistema solar". La UAI no ha decidido qué separa a un planeta de una enana marrón.